# Dupetit-Thouars (1901)
Dupetit-Thouars – francuski krążownik pancerny z przełomu XIX i XX wieku. Jednostka typu Gueydon. Okręt nazwano na cześć Aristide'a Auberta Du Petit Thouars.
Krążownik wyposażony był w 20 opalanych węglem kotłów parowych  Belleville i trzy maszyny parowe potrójnego rozprężania (z tłokami pionowymi). Zapas paliwa był równy 1575 ton. Okręt uzbrojony był w dwie armaty okrętowe 194 mm L40 Mod1893-96, osiem armat 140 mm L45 M1893-96, cztery armaty 100 mm, szesnaście armat trzyfuntowych, cztery armaty jednofuntowe i dwie wyrzutnie torped kal. 450 mm
„Dupetit-Thouars” brał udział w I wojnie światowej. 7 sierpnia 1918 roku został storpedowany w pobliżu Brestu przez okręt podwodny SM U-62 i zatonął.